# Ilyarachna crassiceps
Ilyarachna crassiceps is een pissebed uit de familie Munnopsidae. De wetenschappelijke naam van de soort is voor het eerst geldig gepubliceerd in 1920 door Barnard.